# Sons of Butcher (serie animata)
Sons of Butcher è una serie televisiva animata canadese del 2005, creata da Dave Dunham, Trevor Ziebarth e Jay Ziebarth.
Basata sull'omonima rock band, la serie utilizza uno stile di animazione variegato messo insieme con Adobe Flash.
La serie è stata trasmessa per la prima volta in Canada su Teletoon dal 5 agosto 2005 al 12 gennaio 2007, per un totale di 26 episodi ripartiti su due stagioni. In Italia la serie è stata trasmessa su All Music dal 5 marzo al 24 dicembre 2008.

## Trama
La serie segue le avventure di Sol Butcher, Ricky Butcher e Doug Borski, che gestiscono una macelleria di successo chiamata "Sons of Butcher Quality Meats", nei bassifondi di Steeltown. Quando non si occupano del negozio, suonano insieme in una rock band chiamata "Sons of Butcher".

## Episodi
| Stagione         | Episodi | Prima TV USA | Prima TV Italia |
| ---------------- | ------- | ------------ | --------------- |
| Prima stagione   | 13      | 2005         | 2008            |
| Seconda stagione | 13      | 2006-2007    | 2008            |

## Personaggi e doppiatori

### Personaggi principali
- Solsolido Ron "Sol" Butcher, voce originale di Dave Dunham, italiana di Gabriele Corsi.
- Rickence Raine Ronnie R. "Ricky" Butcher, voce originale di Trevor Ziebarth, italiana di Giorgio Daviddi.
- Dougland Peyronie "Doug" Borski, voce originale di Jay Ziebarth, italiana di Furio Corsini.
- Arpo Butcher, voce originale di Dave Dunham, italiana di Francesco Pannofino.

### Personaggi ricorrenti
- Jean-Guy, voce originale di Peter Cugno, italiana di Riccardo Rossi.
- Good Cop, voce originale di Jay Ziebarth.
- Bad Cop, voce originale di Ron Pardo.

### Personaggi secondari
- Ram Punchington, voce originale di Jeff Wincott, italiana di Francesco Pannofino.